# Elezioni generali a Taiwan del 2020
Le elezioni generali a Taiwan del 2020 si sono tenute l'11 gennaio per l'elezione del Presidente e dei membri del Parlamento.

## Risultati

### Elezioni presidenziali
| Candidati    | Partiti                          | Voti       | %     |
| ------------ | -------------------------------- | ---------- | ----- |
| Tsai Ing-wen | Partito Progressista Democratico | 8 170 231  | 57,13 |
| Han Kuo-yu   | Kuomintang                       | 5 522 119  | 38,61 |
| James Soong  | Qinmindang                       | 608 590    | 4,26  |
| Totale       | Totale                           | 14 300 940 | 100   |

### Elezioni parlamentari
| Liste                                             | Nazionale  | Nazionale | Nazionale | Collegi    | Collegi | Collegi | Totale seggi |
| Liste                                             | Voti       | %         | Seggi     | Voti       | %       | Seggi   | Totale seggi |
| ------------------------------------------------- | ---------- | --------- | --------- | ---------- | ------- | ------- | ------------ |
| Partito Progressista Democratico                  | 4 811 241  | 33,98     | 13        | 6 383 783  | 45,11   | 48      | 61           |
| Kuomintang                                        | 4 723 504  | 33,36     | 13        | 5 761 995  | 40,71   | 25      | 38           |
| Partito del Popolo di Taiwan                      | 1 588 806  | 11,22     | 5         | 264 478    | 1,87    | -       | 5            |
| Partito del Nuovo Potere                          | 1 098 100  | 7,75      | 3         | 141 952    | 1,00    | -       | 3            |
| Qinmindang                                        | 518 921    | 3,66      | -         | 60 614     | 0,43    | -       | -            |
| Partito della Costruzione dello Stato di Taiwan   | 447 286    | 3,16      | -         | 141 503    | 1,00    | 1       | -            |
| Partito Verde di Taiwan                           | 341 465    | 2,41      | -         | 39 387     | 0,28    | -       | -            |
| Nuovo Partito                                     | 147 373    | 1,04      | -         | 0          | 0,00    | -       | -            |
| Alleanza del Partito d'Azione di Taiwan           | 143 617    | 1,01      | -         | 20 134     | 0,14    | -       | -            |
| Partito della Forza di Stabilizzazione            | 94 563     | 0,67      | -         | 28 696     | 0,20    | -       | -            |
| Unione della Solidarietà di Taiwan                | 50 435     | 0,36      | -         | 0          | 0,00    | -       | -            |
| Alleanza del Partito del Congresso                | 40 331     | 0,28      | -         | 81 508     | 0,58    | -       | -            |
| Partito della Promozione dell'Unificazione Cinese | 32 966     | 0,23      | -         | 8 790      | 0,06    | -       | -            |
| Unione Interreligiosa                             | 31 117     | 0,22      | -         | 7 702      | 0,05    | -       | -            |
| Alleanza di Formosa                               | 29 324     | 0,21      | -         | 12 742     | 0,09    | -       | -            |
| Partito del Lavoro                                | 19 941     | 0,14      | -         | 13 694     | 0,10    | -       | -            |
| Alleanza Azione Unita                             | 17 515     | 0,12      | -         | 15 846     | 0,11    | -       | -            |
| Partito del Rinnovamento di Taiwan                | 11 952     | 0,08      | -         | 41 891     | 0,30    | -       | -            |
| Sovranità Statale per Formosa                     | 11 681     | 0,08      | -         | 6 063      | 0,04    | -       | -            |
| Altri                                             | 0          | 0,00      | -         | 34 791     | 0,25    | -       | -            |
| Indipendenti                                      | 0          | 0,00      | -         | 1 086 463  | 7,68    | 5       | 5            |
| Totale                                            | 14 160 138 | 100       | 34        | 14 152 032 | 100     | 79      | 113          |